# Morgans Raid
Morgans Raid was een Zuidelijke cavalerieaanval op de Noordelijke staten Indiana, Ohio en Kentucky. De raid vond plaats tussen 11 juni en 26 juli 1863 tijdens de Amerikaanse Burgeroorlog. De raid is naar de Zuidelijke brigadegeneraal John Hunt Morgan vernoemd.
In 46 dagen zouden Morgans soldaten meer dan 1.600 km afleggen van Tennessee in het zuiden tot Ohio in het noorden. De raid vond gelijktijdig plaats met de Vicksburgveldtocht, de Gettysburgveldtocht en de Tullahomaveldtocht. Hoewel deze raid geen rechtstreekse invloed had op de drie voorgaande veldtochten slaagde Morgan er toch in om tienduizenden Noordelijke soldaten bezig te houden en hun aandacht af te leiden waardoor andere Zuidelijke eenheden een korte adempauze kregen. Na verschillende mislukte pogingen om terug te keren naar de Zuidelijke staten door problemen met militietroepen en andere Noordelijke eenheden gaf Morgan zich over in het noordoostelijk deel van Ohio. Morgan ontsnapte en nam de trein naar Cincinnati waar hij de rivier de Ohio kon oversteken.
Voor de Zuidelijken werd deze expeditie bekend als de The Great Raid of 1863. Morgan kreeg veel lof in de kranten. Toch zou het samen met Vicksburg en Gettysburg een Zuidelijke nederlaag worden.

## Tennessee en Kentucky
Morgan stelde zijn strijdmacht samen uit 2.460 cavaleristen en vier stukken artillerie. Op 11 juni 1863 vertrok Morgan en zijn legermacht uit Sparta, Tennessee. Hun doel was de aandacht van het Noordelijke Army of the Ohio af te leiden van Zuidelijke strijdkrachten in Tennessee. Generaal Braxton Bragg, de regionale Zuidelijke bevelhebber, zag Morgans tocht in eerste instantie als een afleidingsmanoeuvre. Morgan echter zag het ook als een manier om paniek te creëren in de Noordelijke staten. Hij had carte blanche gekregen van Bragg. Op 23 juni begon het Noordelijke Army of the Cumberland aan de operaties tegen Braggs Zuidelijke Army of the Tennessee in wat later de Tullahoma-veldtocht zou genoemd worden. Op dit moment besliste Morgan om de grens met Kentucky over te steken.
Op 2 juli stak Morgan de grens over met Kentucky waar burgers zijn soldaten met open armen ontvingen. De eerste poging om de rivier de Cumberland bij Burkesville over te steken mislukte door het taaie verzet van een half Noordelijk infanterieregiment (25th Michigan Infantry) in de Slag bij Tebbs’ Bend op 4 juli. Een tweede poging om de rivier verderop over te steken lukte wel. De volgende dag verraste en versloeg Morgan het garnizoen van Lebanon. Na een zes uur durende strijd gaven de vierhonderd Noordelijke soldaten zich uiteindelijk over. Morgan liet de Noordelijke gevangenen vrij onder voorwaarden.
Na de inname en vernietiging van Lebanon trok Morgan in noordelijke richting verder naar Louisville, Kentucky via Springfield, Bardstown en Garnettsville. Op zijn route werd hij verschillende keren aangevallen door Noordelijke eenheden en militiesoldaten. Net ten zuiden van Louisville liet hij zijn soldaten in noordwestelijke richting draaien naar de rivier de Ohio.
Bij Springfield stuurde hij een detachement naar het noorden en oosten van Louisville om zijn intenties te verbergen voor de Noordelijken. Eén detachement stak de Ohio over bij Twelve Mile Island maar werd gevangengenomen voor het opnieuw kon aansluiten bij Morgan. Om de Noordelijken nog meer in verwarring te brengen, liet Morgan de telegraaflijnen aftappen en valse berichten versturen omtrent de grootte van zijn strijdmacht en hun eventuele doelen.

## Indiana
Morgan stuurde in juni zijn spion Thomas Hines en 25 Zuidelijken vermomd als een Noordelijke patrouille naar Indiana om te achterhalen of de lokale elite zijn raid zou ondersteunen. Na een ontmoeting met Dr. William A. Bowles kreeg Hines te verstaan dat Morgan op geen steun diende te rekenen. Zijn groep werd snel geïdentificeerd als Zuidelijken. Na een kleine schermutseling bij Leavenworth, Indiana liet Hines zijn groep achter en vluchtte hij over de Ohio. Hij zwierf een week rond in Kentucky om Morgan te vinden.
In de ochtend van 8 juli bereikten Morgan en zijn 1.800 soldaten Brandenburg, Kentucky. Daar sloot Hines zich aan bij de colonne. Ze vorderden twee stoomboten op. Hiermee staken ze de rivier over en gingen opnieuw aan land bij Mauckport, Indiana. Een kleine militie-eenheid probeerde hun de weg te versperren. Na een korte strijd werden ze verjaagd door Morgan.
Gouverneur Oliver P. Morton probeerde ondertussen de nodige manschappen op te roepen om Indiana te verdedigen. Duizenden vrijwilligers organiseerden zichzelf in compagnies en regimenten. Kolonel Lewis Jordan kreeg 450 mannen onder zijn bevel uit Harrison County (Home Guard Sixth Regiment, Indiana Legion). Ze waren slechte getraind en droegen voornamelijk antieke wapens. Hij zou Morgan tegenhouden tot ze versterkt werden met Noordelijke troepen.
Ondertussen gaf generaal-majoor Ambrose Burnside, bevelhebber van het department of the Ohio, de nodige bevelen om zo snel mogelijk zijn eenheden en militietroepen de mogelijke routes waarlangs Morgan zich zou terugtrekken te blokkeren. Morgan rukte via de Mauckport Road. Op 9 juli, op ongeveer 1,5 km ten zuiden van Corydon, Indiana, botste zijn voorhoede op Jordans strijdmacht van 450 soldaten. Jordan had een defensieve stelling ingenomen achter gevelde bomen. Morgan viel aan. Na een strijd van nog geen uur hadden de Zuidelijken beide vijandelijke flanken aangevallen en de militie verjaagd. De verschillende rapporten zijn het niet eens over het aantal slachtoffers in de Slag bij Corydon. Jordan zou vier doden, tien tot twaalf gewonden en 355 gevangenen verloren hebben. Morgan verloor elf doden en veertig gewonden. Morgan liet de gevangenen vrij onder voorwaarden. Hij eiste en kreeg losgeld van het stadje in de vorm van voorraden en geld. Op 10 juli bereikten Morgans soldaten Vienna. Daar vernietigden ze de spoorwegbrug en een depot. Opnieuw werden valse berichten verstuurd via de telegraaflijnen. Ze kampeerden bij Lexington en trokken toen verder in noordoostelijke richting. Vernon, Dupont, New Pekin, Salem en Versailles werden allemaal aangevallen en leeggeroofd. Op 11 juli werden enkele van zijn soldaten gevangengenomen door een Noordelijke patrouille bij New Pekin en afgevoerd naar New Albany.
Toen Morgan Salem bereikte, plaatste hij onmiddellijk bewakers bij de opslagplaatsen en in de straten. De spoorwegbruggen werden vernietigd. Na het ontfutselen van losgeld vertrokken ze in de late namiddag. Morgan verliet Indiana via West Harrison. De Noordelijke cavalerie zat hem dicht op de hielen.

## Ohio
Op 13 juli staken de Zuidelijken de grens met Ohio over. Op hun weg vernietigden ze bruggen, spoorwegen en opslagplaatsen. Morgan liet Burnsides troepen links liggen die Cincinnati beschermden en reed door steden zoals New Baltimore, Colerain, Springdale, Glendale en Sharonville. Toen besliste Morgan om terug te keren naar de rivier de Ohio via Buffington Island. Daar kon hij de grens oversteken met West Virginia. Burnside schatte de bedoelingen van Morgan goed in. Noordelijke eenheden onder leiding van Edward H. Hobson en Henry M. Judah en kanonneerboten verplaatsen zich razendsnel naar de plaatsen waar Morgan de rivier wou oversteken. Burnside stuurde een militieregiment van Mariette, Ohio naar West Harrison om het fort daar te bemannen. Morgan arriveerde bij West Harrison in de avond van 18 juli maar viel de militietroepen niet onmiddellijk aan.
Tegen de ochtend had het garnizoen versterking gekregen van de Noordelijke troepen en kanonneerboten. In de Slag bij Buffington Island versloegen de Noordelijken Morgans troepen. Er werden 750 Zuidelijken gevangengenomen. Morgan trok zich met de resterende cavaleristen terug in noordoostelijke richting. Een tweede poging om de rivier over te steken tegenover Belleville, West Virginia mislukte eveneens. Verschillende soldaten verdronken toen de kanonneerboten naderden. 300 cavaleristen onder leiding van kolonel Adam "Stovepipe" Johnson slaagden erin om West Virginia te bereiken. Morgan bleef bij de rest van zijn troepen in Ohio. Ook bij Coal Hill en Hockingport geraakte hij de rivier niet over. Opnieuw leed hij verliezen.
Morgan had nog 400 cavaleristen over. Ze trokken weg van de rivier naar de binnenlanden van zuidelijke Ohio. Hij rustte in Nelsonville, Ohio. Zijn soldaten staken houten kanaalboten en een brug in brand om hun achtervolgers te vertragen. Toen de Zuidelijken uit het zicht waren, doofde de bewoners de vlammen. De dankbare Noordelijke cavalerie kon de achtervolging verder zetten.

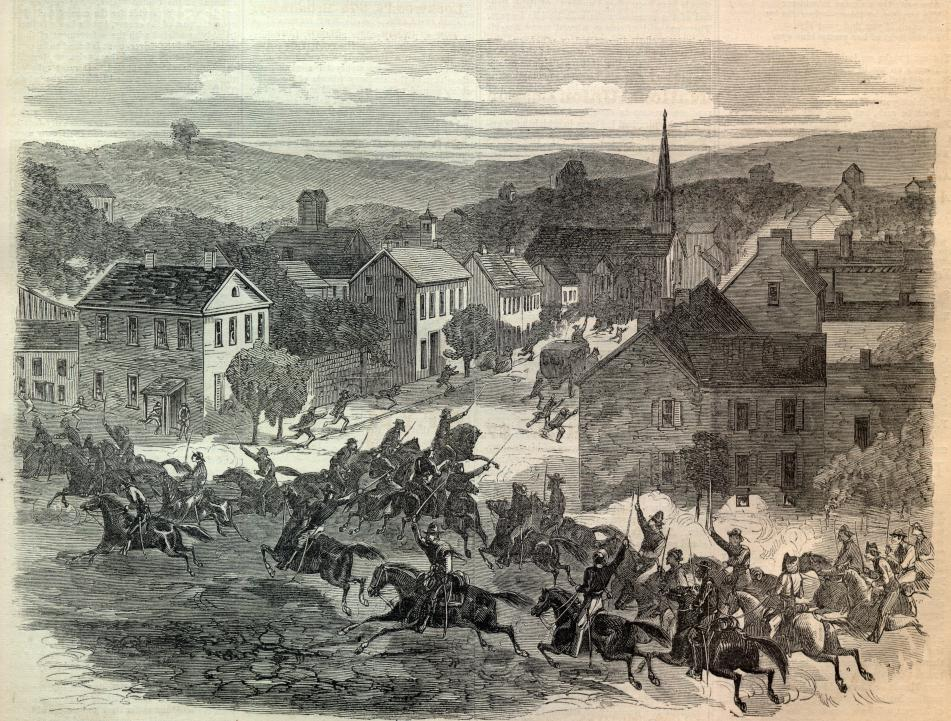
Morgans Raiders in Old Washington, Ohio

Op 22 juli rustten ze bij Triadelphia. Daarna reden ze naar Eaglesport om dan in noordelijke richting naar Guernsey County te rijden. Morgan hoopte nog steeds om de Ohio over te geraken. In de straten van Old Washington vochten zijn uitgeputte soldaten een schermutseling uit. De Noordelijke cavalerie onder leiding van brigadegeneraal James M. Shackelford zat hun op de hielen. Op 26 juli versloegen de Noordelijken de restanten van Morgans eenheid in de Slag bij Salineville. Morgan zelf werd die namiddag gevangengenomen bij Lisbon, Ohio. Hij werd afgevoerd naar de gevangenis in Columbus. De meeste van zijn soldaten belandden in Camp Douglas in Chicago.
Morgan en zes van zijn officieren ontsnappen op 27 november via een ventilatieschacht en over de muren. Slechts twee werden opnieuw gevangengenomen. Morgan en de anderen bereikten het veilige Zuiden. Morgan zou een jaar later sneuvelen in Tennessee toen hij neergeschoten werd na een nieuwe ontsnappingspoging.

## Gevolgen
Tijdens deze raid namen Morgan en zijn mannen 6.000 Noordelijken gevangen. Ze lieten ze vrij onder strikte voorwaarden. Ze vernietigden 34 bruggen en braken sporen op meer dan 60 verschillende plaatsen. Tienduizenden Noordelijke soldaten werden ingezet om hen te vatten. Hij nam voor duizenden dollars aan voorraden, voedsel en geld mee uit opslagplaatsen, winkels en huizen. Velen dachten dat deze raid deel uitmaakte van een grotere strategie van Robert E. Lee. Weinig mensen wisten echter dat deze raid ingegaan was tegen de orders die Morgan ontvangen had.
Alleen al in Ohio waren 2.500 paarden gestolen en 4.375 huizen en handelszaken beroofd. Deze raid kostte ongeveer 600.000 dollar aan geleden schade en 200.000 dollar aan lonen om de 49.357 mannen te betalen die zich in 587 compagnies van de lokale militie hadden georganiseerd.

## Aanbevolen lectuur
- Brown, Dee A., Morgan's Raiders. New York : Konecky & Konecky, 1959. ISBN 0914427792.
- Conway, W. Fred, Corydon — The Forgotten Battle of the Civil War. FBH Publishers, 1994.
- Conway, W. Fred, The Most Incredible Prison Escape of the Civil War. FBH Publishers, 1994.
- Harper, Robert S., Ohio Handbook of the Civil War. Columbus, Ohio: The Ohio Historical Society, 1961.
- Horwitz, Lester V., The Longest Raid of the Civil War. Cincinnati, Ohio: Farmcourt Publishing, Inc., 1999. ISBN 0-9670267-3-3.
- Mingus, Scott L., "Morgan's Raid," CHARGE! Magazine, Volume 4, August, 2004, pages 12–13. Text used by permission of the Johnny Reb Gaming Society.
- Simmons, Flora E., A complete account of the John Morgan raid through Indiana and Ohio, in July, 1863. Self-published, 1863.
- Simms, Jere. H., ed., The Last Night and Last Day of John Hunt Morgan's Raid: Eyewitness Accounts of Morgan's Ohio Raid of 1863. (originally published 1913; reprinted by Genesis Publishing Co., 1997).
- Funk, Arville L., The Morgan Raid in Indiana and Ohio (1863). Superior Printing Company, 1971.